# 立岡宗一郎
立岡 宗一郎（たておか そういちろう、1990年5月18日 - ）は、熊本県葦北郡田浦町（現：芦北町）出身の元プロ野球選手（外野手、右投左打）、プロ野球コーチ。

## 経歴

### プロ入り前
芦北町立田浦中学校では軟式野球部に所属し、投手として出場した熊本県大会で優勝、九州大会では準優勝。中学生にして球速130km/h中盤を記録。野球以外にも陸上短距離選手として多く入賞している。鎮西高等学校では松井稼頭央への憧れから野手に転向し、1年春からベンチ入り。3年次は主将を務めたが、最高成績は県大会優勝で、全国大会出場はない。
走（50m走：5秒9）、攻（高校通算28本塁打）、守（遠投110m・速球の最速147km/h）三拍子揃った逸材として「秋山幸二2世」「新庄剛志2世」と注目を集め、2008年ドラフト会議において、福岡ソフトバンクホークスから2巡目で指名され入団。背番号は7。外野手としての指名だったが、入団前に遊撃手へのコンバートを志願した。

### ソフトバンク時代

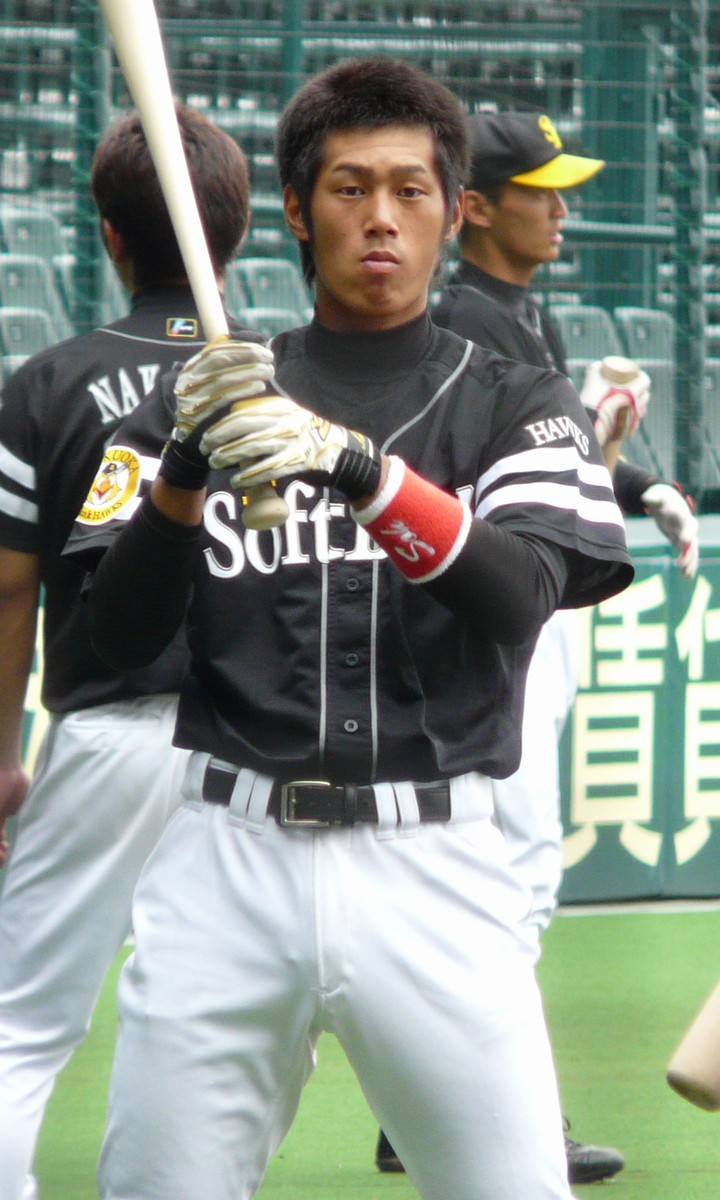
ソフトバンク時代
（2009年7月2日 阪神甲子園球場）

2009年は一軍公式戦出場はなく、ウエスタン・リーグで61試合に出場して、打率.222・2本塁打だった。秋のキャンプでは王貞治会長から打撃指導を受けた。
2010年8月14日に一軍初昇格を果たすと、翌日の北海道日本ハムファイターズ戦（福岡Yahoo!JAPANドーム）9回裏に小久保裕紀の代走として初出場。一軍を経験させるのが目的だったこともあり、翌日に登録抹消された。
2011年オフに背番号が68へ変更された。

### 巨人時代
2012年6月13日にレビ・ロメロ、福元淳史との交換トレードで、久米勇紀と共に読売ジャイアンツ（巨人）へ移籍。背番号は58となった。巨人に移籍直後の7月10日、二軍（イースタン・リーグ）の東北楽天ゴールデンイーグルス戦の守備で味方と交錯し左肘靭帯断裂。肘の痛みから右打席でバットを振れなくなったため、9月にこれまでの右打ちから左打ちに転向した。それまで左打ちは中学時代に多少経験があるだけだったが、秋のフェニックスリーグでは打率3割を記録した。
2013年は二軍で主に1番打者として起用され打率.296を記録し、5月14日に移籍後初の一軍登録。5月15日の対千葉ロッテマリーンズ戦で益田直也からプロ入り初安打を記録した。5月24日、右打ちから両打ちに登録を変更した（実際に打つのは左打ち）。7月2日の対阪神タイガース戦（阪神甲子園球場）では、延長11回表二死満塁で押し出し四球を選び、首位攻防戦の初戦の勝利に貢献した。最終的に、46試合出場、打率.203、0本塁打、7打点、1盗塁を記録。オフに開催された2013年アジアウインターベースボールリーグにNPB選抜として出場した。12月25日、400万円増の推定年俸1000万円で契約を更改した。
2014年は出場機会が激減した（2試合）。秋にはフェニックス・リーグに参加した。12月24日、翌シーズンから外野手登録となることが発表された。オフに、100万円減の推定年俸900万円で契約を更改した。
2015年、5月下旬に一軍初昇格を果たすと、5月の22打数だけで9安打を打ち首脳陣の信頼を掴んだ。チーム打率がセ・リーグ最下位に沈む中、後半戦は中堅手のスタメンに定着し、8月には月間打率4割を記録し、月間MVP候補にも選ばれていた。最終的に、339打数と規定打席未到達ながら打率.304、0本塁打、14打点、16盗塁を記録し、飛躍の年となった。オフに、2700万円増の推定年俸3600万円で契約を更改した。
2016年から公式のプロフィールが両打ちから左打ちに変更されたが、将来的にスイッチヒッターに挑戦する意欲を示している。3月29日の対横浜DeNAベイスターズ1回戦（横浜スタジアム）で、今永昇太からプロ初本塁打を打った。左脇腹の故障の影響で51試合の出場に留まり、打率.229、2本塁打、9打点、9盗塁を記録。オフに、700万円減の推定年俸2900万円で契約を更改した。
2017年は、FA加入した陽岱鋼が故障で出遅れたこともあり、開幕から中堅手で先発出場を続けたが、打率は前年同様2割前半と結果を残せず、陽の復帰後はシーズン終了までほとんど二軍暮らしに終わった。最終的に、62試合出場、打率.208、0本塁打、10打点を記録。盗塁は成功4回に対して失敗5回と課題を残した。オフに、現状維持の推定年俸2900万円で契約を更改した。
2018年は、9月23日の阪神戦で藤川球児から勝ち越し適時打を打ちヒーローインタビューを受けたものの、前年を下回る42試合出場、スタメンの機会を減らし60打席に終わり、打率.231、0本塁打、5打点、4盗塁を記録。オフに、500万円減の推定年俸2400万円で契約を更改。背番号が39に変更されることが発表された。
2019年は外野手に丸佳浩がFA加入、亀井善行もレギュラーに定着し、石川慎吾や重信慎之介、代走要員では増田大輝の台頭もあり25試合の出場に留まり、打率.286（14打数4安打）、0本塁打、1打点、3盗塁を記録。オフに、400万円減の推定年俸2000万円で契約を更改した。
2020年、2月24日のオリックス・バファローズとの二軍練習試合の打撃中に右手首を痛めて交代。2月29日に右手有鈎骨骨折が発表され、3月上旬に骨片を取り除く手術を受けた。9月12日に重信慎之介と入れ替わる形で、シーズン初昇格。最終的に、29試合出場、打率.261、1本塁打、4打点、1盗塁を記録。オフに、300万円減の推定年俸1700万円で契約を更改した。シーズン中の7月7日には一般女性と入籍した。
2021年、9月15日のDeNA戦で9回表からプロ13年目で初となる一塁手として守備に就いた。最終的に47試合出場で打率.205にとどまったが、オフに300万円増となる推定年俸2000万円で契約を更改した。
2022年、4月9日のヤクルト戦で梅野雄吾からプロ14年目で初のサヨナラ本塁打を放った。6月9日の西武戦で、9回に右翼守備で飛球を追った際に中堅手の丸佳浩と交錯して倒れ込み、立ち上がることができず途中交代。翌10日、左膝前十字靱帯損傷により登録抹消され、同月末に都内の病院で再建手術を受けた。オフに350万増となる推定年俸2350万円で育成再契約を行い、12月14日、翌年からの背番号が039に変更となった。
2023年はリハビリを経て、7月16日の三軍戦で1年1か月ぶりに実戦復帰を果たした。外野守備兼走塁コーチの亀井善行からは「立岡は（来季）34歳になるけど、まだできると思うんですよね。信頼があって、安定感があるんで、（チームには）大きい存在になるとみてます」と、翌年新監督の阿部慎之助も「まだまだ戦力」と、首脳陣から復帰に期待をかけられており、秋季キャンプにも参加した。育成選手制度の規定により一度自由契約になったのち、150万円減となる推定年俸2200万円で育成再契約を結んだ。
2024年は5月までに二軍戦で打率.256、4盗塁の成績を残し、5月21日に支配下登録へ復帰。背番号は新たに23となった。同日に一軍登録され、同日の対中日戦にて「2番・右翼手」で712日ぶりの一軍先発出場を果たした。6月2日の埼玉西武ライオンズ戦（ベルーナドーム）では、先制の適時打をきっかけに安打を重ね、7年ぶりに猛打賞を記録した。クライマックスシリーズ終了後の10月26日に現役引退を表明。11月30日のファンフェスタで引退セレモニーが行われ、最後は背番号と同じ23回胴上げを受けて、現役生活を締めくくった。

### 現役引退後
引退後も三軍外野守備兼走塁コーチとして残留する。背番号は107。

## 選手としての特徴・人物
俊足巧打が魅力の外野手。高い身体能力を誇り、30代を超えた後も短距離走のタイムが向上している。立岡は「自分は打つより足が武器。バッテリーや内野の守備に『嫌だな』と神経を使わせる役になれれば」と語っている。
趣味は釣りで、ソフトバンク時代には同じ趣味の馬原孝浩へ「弟子入り」を志願。また、川﨑宗則にも弟子入りを志願し、川﨑からは「来る者は拒みませんよ。共に名前に『宗』の字があるから『ムネリンズ』やね」と歓迎された。
いとこにフリーアナウンサーの成田香織がいる。
語感が似ていることから、「タピオカ」「タピ」と呼ばれている。

## 詳細情報

### 年度別打撃成績
| 年 度      | 球 団        | 試 合 | 打 席 | 打 数 | 得 点 | 安 打 | 二 塁 打 | 三 塁 打 | 本 塁 打 | 塁 打 | 打 点 | 盗 塁 | 盗 塁 死 | 犠 打 | 犠 飛 | 四 球 | 敬 遠 | 死 球 | 三 振 | 併 殺 打 | 打 率 | 出 塁 率 | 長 打 率 | O P S |
| ---------- | ------------ | ----- | ----- | ----- | ----- | ----- | -------- | -------- | -------- | ----- | ----- | ----- | -------- | ----- | ----- | ----- | ----- | ----- | ----- | -------- | ----- | -------- | -------- | ----- |
| 2010       | ソフトバンク | 1     | 0     | 0     | 1     | 0     | 0        | 0        | 0        | 0     | 0     | 0     | 0        | 0     | 0     | 0     | 0     | 0     | 0     | 0        | ----  | ----     | ----     | ----  |
| 2013       | 巨人         | 46    | 77    | 74    | 5     | 15    | 1        | 2        | 0        | 20    | 7     | 1     | 0        | 0     | 0     | 3     | 0     | 0     | 15    | 0        | .203  | .234     | .270     | .504  |
| 2014       | 巨人         | 2     | 2     | 2     | 0     | 0     | 0        | 0        | 0        | 0     | 0     | 0     | 0        | 0     | 0     | 0     | 0     | 0     | 1     | 0        | .000  | .000     | .000     | .000  |
| 2015       | 巨人         | 91    | 367   | 339   | 36    | 103   | 9        | 3        | 0        | 118   | 14    | 16    | 6        | 3     | 3     | 18    | 0     | 4     | 61    | 2        | .304  | .343     | .348     | .691  |
| 2016       | 巨人         | 51    | 209   | 188   | 15    | 43    | 6        | 1        | 2        | 57    | 9     | 9     | 3        | 6     | 0     | 10    | 0     | 5     | 31    | 1        | .229  | .286     | .303     | .589  |
| 2017       | 巨人         | 62    | 214   | 197   | 24    | 41    | 3        | 3        | 0        | 50    | 10    | 4     | 5        | 6     | 0     | 11    | 0     | 0     | 43    | 1        | .208  | .250     | .254     | .504  |
| 2018       | 巨人         | 42    | 60    | 52    | 10    | 12    | 0        | 0        | 0        | 12    | 5     | 4     | 0        | 0     | 0     | 7     | 0     | 1     | 11    | 2        | .231  | .333     | .231     | .564  |
| 2019       | 巨人         | 25    | 16    | 14    | 4     | 4     | 2        | 0        | 0        | 6     | 1     | 3     | 0        | 0     | 0     | 2     | 0     | 0     | 4     | 0        | .286  | .375     | .429     | .804  |
| 2020       | 巨人         | 29    | 27    | 23    | 5     | 6     | 0        | 1        | 1        | 11    | 4     | 1     | 0        | 0     | 0     | 4     | 1     | 0     | 6     | 1        | .261  | .370     | .478     | .849  |
| 2021       | 巨人         | 47    | 47    | 44    | 2     | 9     | 0        | 0        | 0        | 9     | 1     | 0     | 0        | 0     | 0     | 3     | 0     | 0     | 7     | 0        | .205  | .255     | .205     | .460  |
| 2022       | 巨人         | 54    | 57    | 54    | 11    | 11    | 1        | 0        | 1        | 15    | 3     | 3     | 0        | 0     | 0     | 3     | 0     | 0     | 10    | 0        | .204  | .246     | .278     | .523  |
| 2024       | 巨人         | 48    | 99    | 84    | 12    | 18    | 0        | 0        | 0        | 18    | 8     | 3     | 2        | 4     | 0     | 11    | 1     | 0     | 19    | 0        | .214  | .305     | .214     | .520  |
| 通算：12年 | 通算：12年   | 498   | 1175  | 1071  | 125   | 262   | 22       | 10       | 4        | 316   | 62    | 44    | 16       | 19    | 3     | 72    | 2     | 10    | 208   | 7        | .245  | .298     | .295     | .593  |

- 2024年度シーズン終了時

### 年度別守備成績
| 年 度 | 球 団 | 一塁  | 一塁  | 一塁  | 一塁  | 一塁  | 一塁     | 二塁  | 二塁  | 二塁  | 二塁  | 二塁  | 二塁     | 三塁  | 三塁  | 三塁  | 三塁  | 三塁  | 三塁     | 外野  | 外野  | 外野  | 外野  | 外野  | 外野     |
| 年 度 | 球 団 | 試 合 | 刺 殺 | 補 殺 | 失 策 | 併 殺 | 守 備 率 | 試 合 | 刺 殺 | 補 殺 | 失 策 | 併 殺 | 守 備 率 | 試 合 | 刺 殺 | 補 殺 | 失 策 | 併 殺 | 守 備 率 | 試 合 | 刺 殺 | 補 殺 | 失 策 | 併 殺 | 守 備 率 |
| ----- | ----- | ----- | ----- | ----- | ----- | ----- | -------- | ----- | ----- | ----- | ----- | ----- | -------- | ----- | ----- | ----- | ----- | ----- | -------- | ----- | ----- | ----- | ----- | ----- | -------- |
| 2013  | 巨人  | -     | -     | -     | -     | -     | -        | 24    | 26    | 46    | 2     | 6     | .973     | 11    | 3     | 2     | 3     | 0     | .625     | 16    | 11    | 0     | 0     | 0     | 1.000    |
| 2014  | 巨人  | -     | -     | -     | -     | -     | -        | -     | -     | -     | -     | -     | -        | -     | -     | -     | -     | -     | -        | 2     | 0     | 0     | 0     | 0     | ----     |
| 2015  | 巨人  | -     | -     | -     | -     | -     | -        | 19    | 32    | 28    | 2     | 4     | .968     | 6     | 3     | 1     | 0     | 0     | 1.000    | 75    | 117   | 1     | 0     | 0     | 1.000    |
| 2016  | 巨人  | -     | -     | -     | -     | -     | -        | -     | -     | -     | -     | -     | -        | -     | -     | -     | -     | -     | -        | 48    | 89    | 3     | 2     | 1     | .979     |
| 2017  | 巨人  | -     | -     | -     | -     | -     | -        | -     | -     | -     | -     | -     | -        | -     | -     | -     | -     | -     | -        | 57    | 76    | 2     | 0     | 0     | 1.000    |
| 2018  | 巨人  | -     | -     | -     | -     | -     | -        | -     | -     | -     | -     | -     | -        | -     | -     | -     | -     | -     | -        | 28    | 25    | 1     | 0     | 0     | 1.000    |
| 2019  | 巨人  | -     | -     | -     | -     | -     | -        | -     | -     | -     | -     | -     | -        | -     | -     | -     | -     | -     | -        | 19    | 10    | 0     | 0     | 0     | 1.000    |
| 2020  | 巨人  | -     | -     | -     | -     | -     | -        | -     | -     | -     | -     | -     | -        | -     | -     | -     | -     | -     | -        | 24    | 18    | 0     | 0     | 0     | 1.000    |
| 2021  | 巨人  | 2     | 4     | 2     | 0     | 1     | 1.000    | -     | -     | -     | -     | -     | -        | -     | -     | -     | -     | -     | -        | 29    | 17    | 0     | 1     | 0     | .944     |
| 2022  | 巨人  | -     | -     | -     | -     | -     | -        | -     | -     | -     | -     | -     | -        | -     | -     | -     | -     | -     | -        | 44    | 27    | 3     | 1     | 2     | .968     |
| 2024  | 巨人  | -     | -     | -     | -     | -     | -        | -     | -     | -     | -     | -     | -        | -     | -     | -     | -     | -     | -        | 36    | 39    | 0     | 0     | 0     | 1.000    |
| 通算  | 通算  | 2     | 4     | 2     | 0     | 1     | 1.000    | 43    | 58    | 74    | 4     | 10    | .971     | 17    | 6     | 3     | 3     | 0     | .750     | 378   | 429   | 10    | 4     | 3     | .991     |

- 2024年度シーズン終了時

### 表彰
- 東京ドームMVP敢闘賞：1回（2015年）

### 記録
初記録
- 初出場：2010年8月15日、対北海道日本ハムファイターズ17回戦（福岡Yahoo!JAPANドーム）、9回裏に小久保裕紀の代走で出場
- 初打席：2013年5月15日、対千葉ロッテマリーンズ2回戦（東京ドーム）、7回裏に中郷大樹から二塁ゴロ
- 初安打：同上、9回裏に益田直也から二塁内野安打[13]
- 初先発出場：2013年5月17日、対埼玉西武ライオンズ1回戦（東京ドーム）、「2番・左翼手」で先発出場
- 初盗塁：2013年6月5日、対北海道日本ハムファイターズ3回戦（東京ドーム）、8回裏に二盗（投手：吉川光夫、捕手：鶴岡慎也）
- 初打点：2013年6月15日、対福岡ソフトバンクホークス3回戦（福岡 ヤフオク!ドーム）、6回表に藤岡好明から2点適時三塁打
- 初本塁打：2016年3月29日、対横浜DeNAベイスターズ1回戦（横浜スタジアム）、5回表に今永昇太から右越ソロ[22]

### 背番号
- 7（2009年 - 2011年）
- 68（2012年 - 同年6月12日）
- 58（2012年6月13日[7] - 2018年）
- 39（2019年[26] - 2022年）
- 039（2023年[39] - 2024年5月20日）
- 23（2024年5月21日[43] - 同年終了）
- 107（2025年[50] - ）

### 登場曲
- 「Baby Baby -Japanese ver.-」BIGBANG（2013年開幕 - 途中）
- 「TONIGHT」BIGBANG（2013年途中 - 閉幕）
- 「TRUTH」THE SQURE（2015年 - 2016年）
- 「I Want You To Know feat. Selena Gomez」Zedd（2016年）
- 「We Wanna feat. Daddy Yankee」 Alexandra Stan ＆ INNA（2016年）
- 「グロリアス」GLAY（2017年）
- 「The Phoenix」Fall Out Boy（2017年開幕 - 2018年途中）
- 「Lil' Infinity」AAA（2017年途中 - 2018年途中）
- 「REVOLUTION」Crystal Kay feat. 安室奈美恵（2018年途中 - 閉幕）
- 「アイノカタチ feat. HIDE (GReeeeN)」MISIA（2019年開幕 - 途中）
- 「Cheap Thrills ft. Sean Paul」Sia（2019年途中 - 閉幕）
- 「Livin' On A Prayer」Bon Jovi（2020年開幕 - 2021年途中）
- 「IDOL」BTS（2021年途中）
- 「Butter」BTS（2021年途中）
- 「ON」BTS（2021年途中 - ）
- 「Permission to dance」BTS（2021年途中 - ）